# Frumușica (okręg Jassy)
Frumușica – wieś w Rumunii, w okręgu Jassy, w gminie Mădârjac. W 2011 roku liczyła 363 mieszkańców.